# Lungul drum al zilei către noapte
Lungul drum al zilei către noapte (în engleză Long Day's Journey into Night) este o piesă de teatru în patru acte de Eugene O'Neill din 1941–42, prima dată publicată în 1956. Piesa este considerată pe scară largă ca opera fundamentală a lui O'Neill și una dintre cele mai bune piese americane din secolul al XX-lea. A avut premiera în Suedia în februarie 1956 și apoi pe Broadway în noiembrie 1956, câștigând premiul Tony pentru cea mai bună piesă. Este continuată de piesa Luna dezmoșteniților.
O'Neill a primit postum Premiul Pulitzer din 1957 pentru Lungul drum al zilei către noapte. Lucrarea prezintă familia Tyrone, formată din părinții James și Mary și fiii lor Edmund și Jamie. „Ziua lungă” se referă la decorul piesei, care are loc pe parcursul unei zile. Piesa este semi-autobiografică.

## Prezentare
Piesa are loc într-o singură zi din august 1912, între orele 08:30 și miezul nopții. Cadrul este casa de pe litoral din Connecticut a lui Tyrones, Monte Cristo Cottage. Cele patru personaje principale sunt reprezentări semi-autobiografice ale lui O'Neill însuși, ale fratelui său mai mare și ale părinților lor.
Această piesă descrie o familie care se zbate să se lupte cu realitățile și consecințele eșecurilor altor membri ai familiei în raport cu ale lor. Părinții și cei doi fii își exprimă acuzațiile de vinovăție, resentimente, amărăciune și gelozie ca reprezentare pentru ceea ce sfârșește prin a fi încercări de auto-înfrângere de afecțiune, încurajare, tandrețe și compasiune, în ciuda deziluziei față de viața lor. Stresul emoțional și psihic de durată al familiei este alimentat de profunzimea lor de auto-înțelegere și de auto-analiză, combinată cu o sinceritate adevărată și capacitatea de a se exprima cu îndrăzneală în mod articulat. Povestea tratează psihozele mamei datorate dependenței de morfină, zgârcenia tatălui și sentimentul de regret profund, desfrâul fratele mai mare și optimismul sumbru al fratelui mai mic.

## Personaje
- Mary Cavan Tyrone, soția lui James Tyrone
- James Tyrone
- Edmund Tyrone
- James Tyrone Jr.
- Cathleen

## Adaptări

### Ecranizări
- Lungul drum al zilei către noapte (film din 1962), regia Sidney Lumet, cu Katharine Hepburn, Dean Stockwell, Jason Robards, Ralph Richardson.[5]
- Lungul drum al zilei către noapte (film din 1973), episod TV ITV Saturday Night Theatre, regia Peter Wood, cu Laurence Olivier, Constance Cummings,  Denis Quilley
- Lungul drum al zilei către noapte (film din 1987), TV, regia Jonathan Miller, cu Jack Lemmon, Bethel Leslie, Peter Gallagher, Kevin Spacey
- Lungul drum al zilei către noapte (film din 1996), regia David Wellington, cu William Hutt ca James, Martha Henry ca Mary, Peter Donaldson ca Jamie, Tom McCamus ca Edmund și Martha Burns în rolul lui Cathleen.[6]

### Teatru radiofonic
- 1982: Lungul drum al zilei către noapte, cu actorii George Constantin, Ileana Predescu, Alexandru Repan, Florian Pittiș, Zoe Muscan; adaptarea radiofonică de Leonard Efremov, regia artistică Cristian Munteanu, traducere de Dorin Dron

## Premiere în România
În România, a fost pusă în scenă de regizorul Crin Teodorescu după o traducere de Dorin Dron la 18 mai 1968 la Teatrul Național din Cluj-Napoca. În distribuție au jucat actorii Stela Ciculescu în rolul lui Cathleen, Valentino Dain ca James Tyrone, Silvia Ghelan ca Mary Cavan Tyrone, George Motoi ca James Tyrone Jr. și Ștefan Sileanu ca Edmund Tyrone.
Piesa a mai fost pusă în scenă de regizorul Liviu Ciulei la 1 ianuarie 1976 la Teatrul Bulandra din București. Asistent regie a fost traducătorul piesei, Dorin Dron. În distribuție au jucat actorii Clody Berthola ca Mary, soția lui James Tyrone, Toma Caragiu ca James Tyrone, Mariana Mihuț în rolul lui Cathleen, Florian Pittiș ca Edmund și Victor Rebengiuc ca Jamie. Piesa a mai fost pusă în scenă de regizorul Ciulei la 18 octombrie 1979 la Teatrul Bulandra, cu două modificări: Petre Gheorghiu în locul lui Caragiu ca James Tyrone și Zoe Muscan în locul lui Mihuț în rolul lui Cathleen.